# Bagværk
Bagværk er resultatet af en proces hvori en række spiselige ingredienser - typisk vil mel, æg og væde indgå – blandes til en dej og bages i en ovn eller lignende. Udkommet kan fx være brød eller kage. Bagværk kan også rekvireres i de fleste velassorterede bagerier og i visse supermarkeder.